# Rhatta cramboidina
Rhatta cramboidina är en fjärilsart som beskrevs av Walker 1857. Rhatta cramboidina ingår i släktet Rhatta och familjen nattflyn. Inga underarter finns listade.